# صلب (حكم)

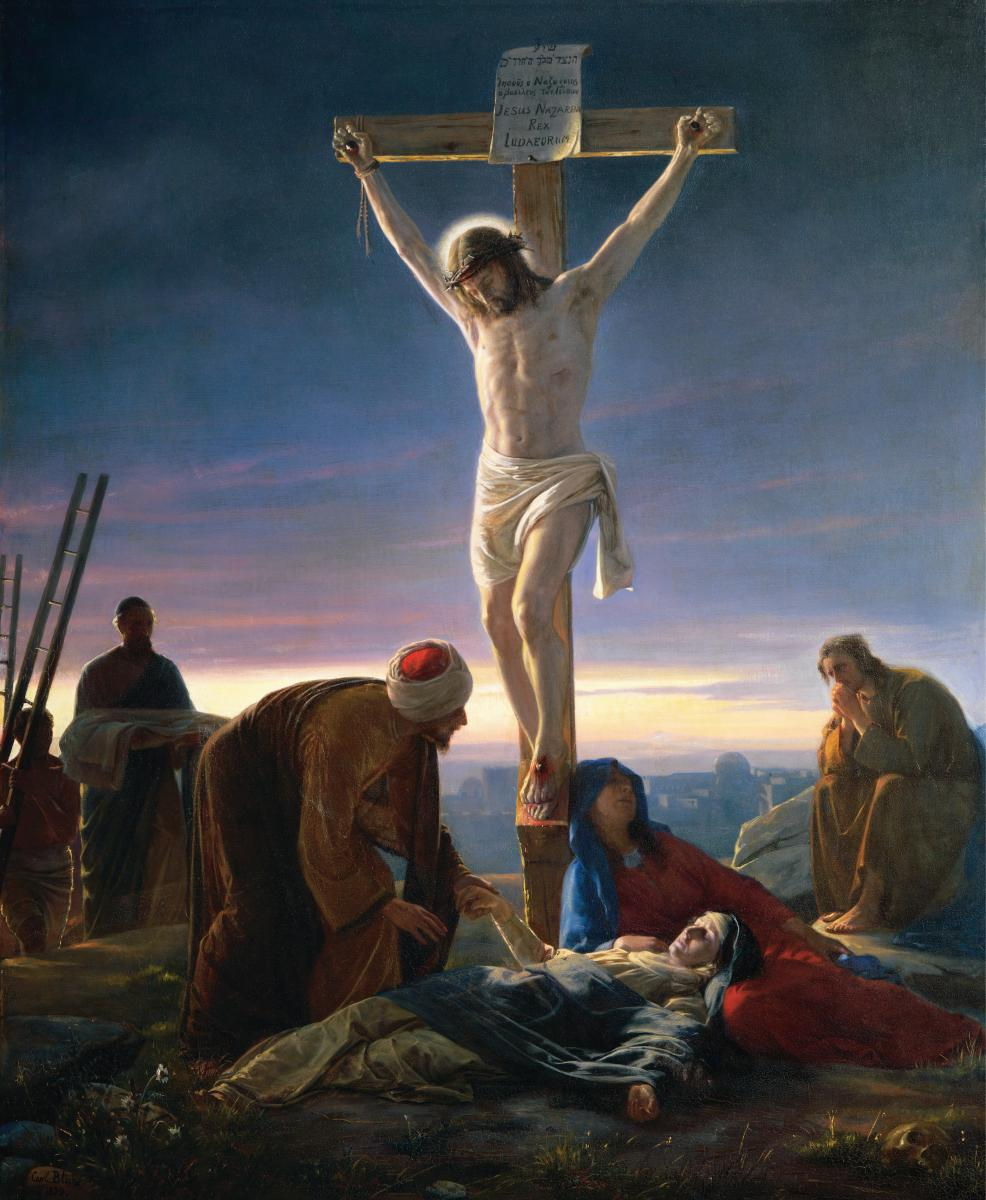
المسيح على الصليب، لوحة بواسطة كارل بلوخ، 1870

الصَلْب هو وسيلة تعذيب وإعدام يُربَطُ فيها المحكوم عليه في صليب كبير مصنوع من الخشب - أو يُدقّ فيه بالمسامير ثُمّ يُترك حتّى يموت.
انتشر الصَّلب في إمبراطوريات السلوقيين والقرطاجيين والرومان خلال الفترة الممتدة من القرن السادس قبل الميلاد إلى القرن الرّابع الميلادي. وشطبه قسطنطين الأول من قوانين الإمبراطورية الرومانية الغربية احترامًا للسيد المسيح الذي يعتقد متّبعو الكاثوليكية الرومانية أنّه صُلِب. واستُخدم الصّلب في اليابان أيضًا لإعدام المجرمين.

## في الإسلام
قال الله تعالى في عقوبة قطاع الطريق (المحاربين): ﴿إِنَّمَا جَزَاءُ الَّذِينَ يُحَارِبُونَ اللَّهَ وَرَسُولَهُ وَيَسْعَوْنَ فِي الْأَرْضِ فَسَادًا أَنْ يُقَتَّلُوا أَوْ يُصَلَّبُوا أَوْ تُقَطَّعَ أَيْدِيهِمْ وَأَرْجُلُهُمْ مِنْ خِلَافٍ أَوْ يُنْفَوْا مِنَ الْأَرْضِ ذَلِكَ لَهُمْ خِزْيٌ فِي الدُّنْيَا وَلَهُمْ فِي الْآخِرَةِ عَذَابٌ عَظِيمٌ ۝٣٣﴾ [المائدة:33]
وقد اختلف الفقهاء في الصلب في هذا الحد، هل يكون قبل القتل أم بعده:
1. القول الأول: مذهب الحنفية والمالكية، أنه يصلب حيا، ثم يقتل وهو مصلوب بحربة.
2. القول الثاني: أنه يُقتَل ثم يُصلب، ولا يُصلب حيا؛ لأنه من التعذيب غير المشروع. وهو مذهب الشافعية والحنابلة، وقال به بعض الحنفية والمالكية.[2]

## معرض صور

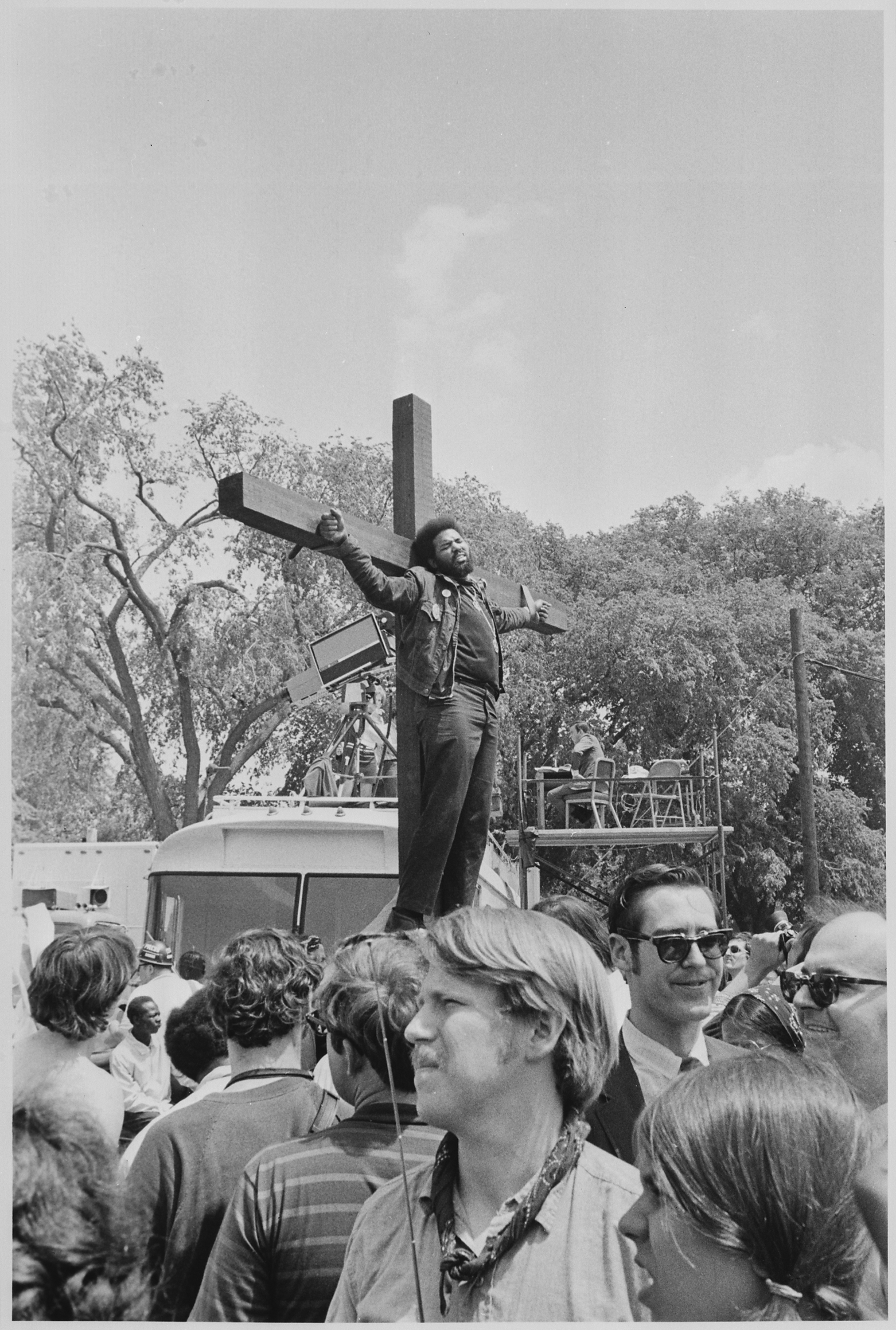
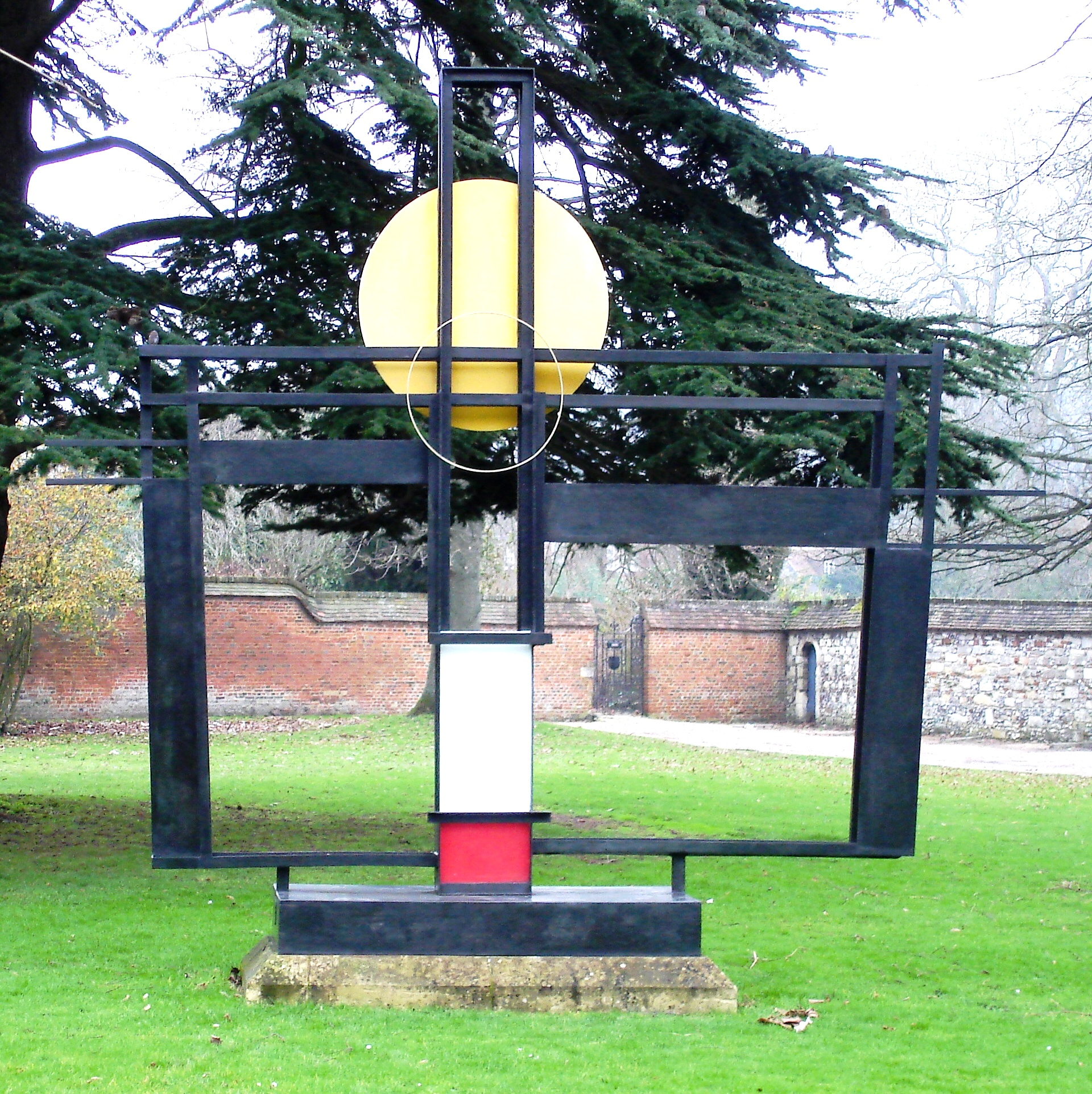
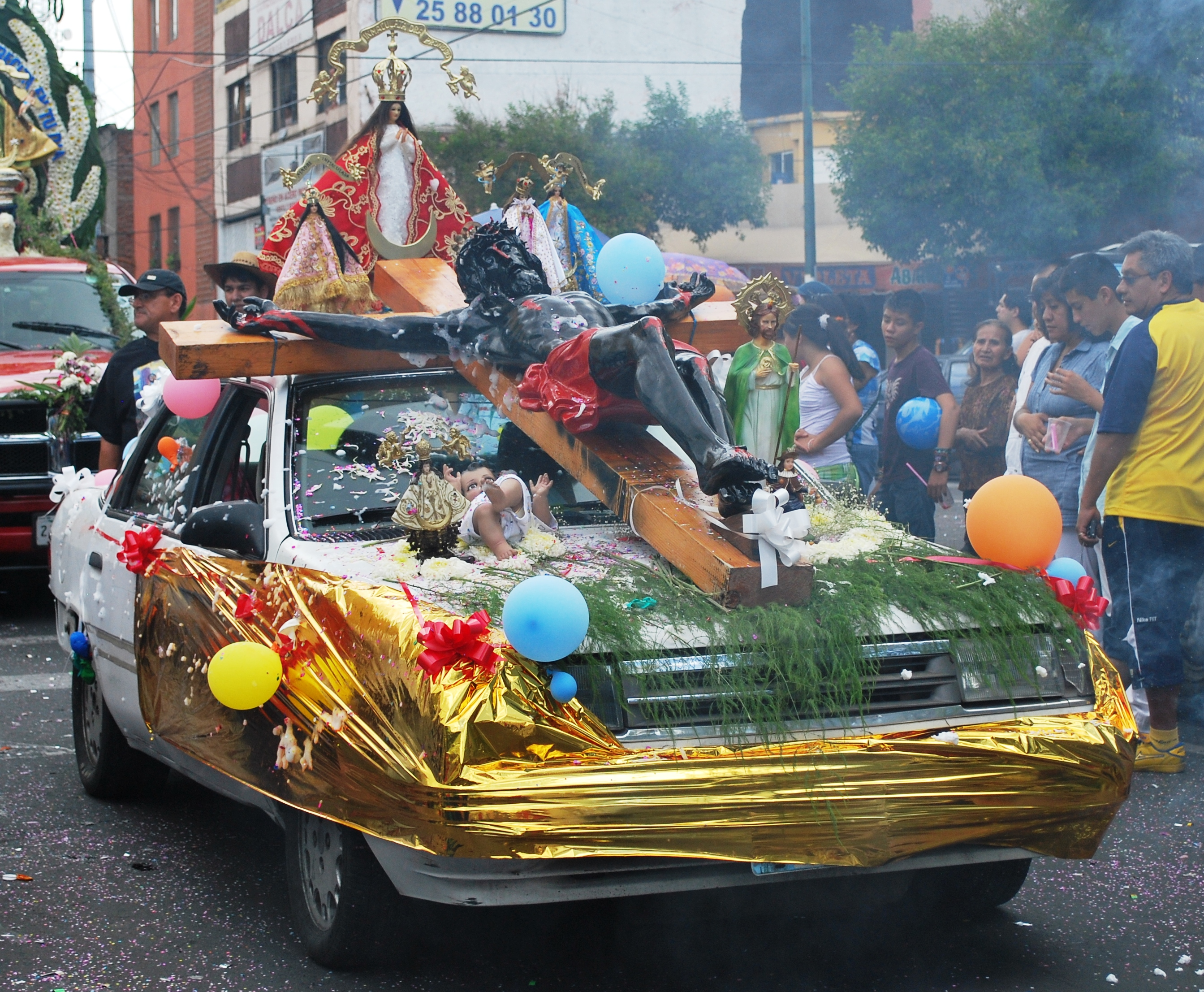
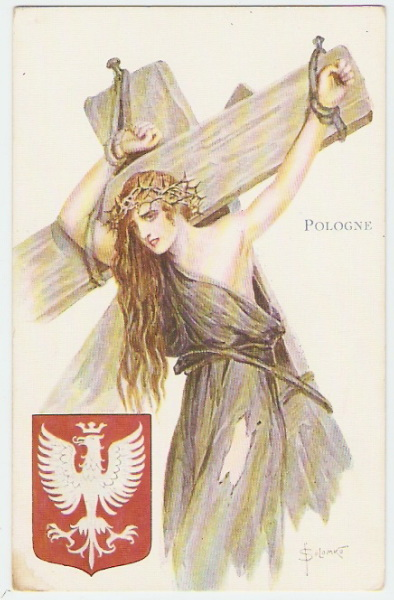
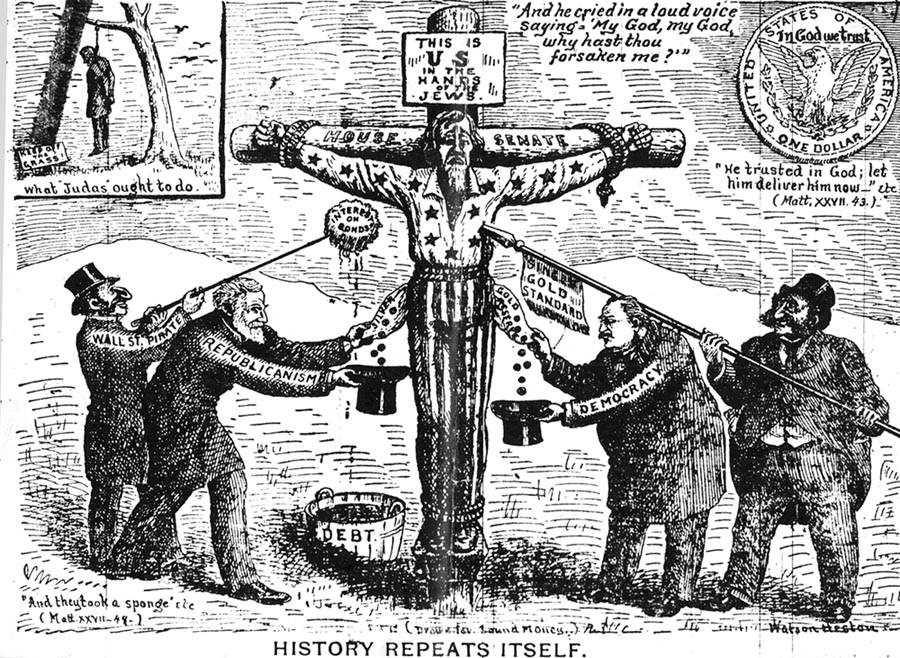